# 蘇我入鹿
蘇我入鹿（？—645年7月10日（六月十二））為日本飛鳥時代的權臣。蘇我馬子之孫、蘇我蝦夷之子。
由於蘇我蝦夷晚年身體狀況不佳，絕大部分的政治決策都出於蘇我入鹿之手；不久後便代理國政。蘇我入鹿有意擁戴親蘇我家族的古人大兄皇子為天皇，反對當時呼聲甚高的山背大兄王出任天皇，便改立寶皇女為皇極天皇並逼使山背大兄王一家自殺。據一世紀後的史書「藤氏家傳」的評價，蘇我氏的專權行為好似「董卓暴慢行於国」。
按照日本書紀的記載，蘇我入鹿「為人暴戾威權過父」，放火燒毀聖德太子建造的班鳩宮和班鳩寺，並以「舉國之民並百八十部曲」為蘇我蝦夷營造生前的墳墓，引發朝野上下的不滿。645年6月12日，蘇我入鹿在入朝時被中臣鐮足與皇子葛城等人以大逆等罪名當眾斬殺，史稱乙巳之變。蘇我蝦夷聞訊後亦在家中放火自殺，曾專橫不可一世的蘇我家族逐遭族滅。
蘇我入鹿之名在後世的日本成為了專橫且大逆不道之人的代名詞，例如二戰時近衛文麿就曾諷刺東條英機為「昭和入鹿」。
1. ↑  袁騰飛 <沒人敢說的戰爭史 袁騰飛犀利話二戰>(下) P197